# 皮爾斯氏麗體魚
皮爾斯氏麗體魚，為輻鰭魚綱慈鯛目慈鯛科的其中一種，分布於中美洲墨西哥東南部及瓜地馬拉北部大西洋岸的淡水流域，本魚體近乎圓形，體背高，頭部呈大泡狀，上側顏色從淡黃色到綠松石色不等，而下側則為深棕色到紅棕色，背鰭、臀鰭鰭條很長，尖端呈虹彩黃綠色。本種魚有2個品系，一種來自墨西哥，另一種來自瓜地馬拉。來自瓜地馬拉的品種體形較為修長，只有黑色的腹部，沒有條紋圖案，底色以綠色為主。在墨西哥有2種顏色的品系，一種有黑色的腹部和黑色的垂直條紋，尾根上有一個黑色斑點，其基色主要是黃色，但可以從灰綠色到亮黃綠色。雄魚較強壯，前額更陡，在交配期，兩性的顏色都會變得更濃鬱，雌魚通常體型較小，體格也不那麼粗壯，體長可達20公分，棲息在水生植物豐富的湖泊和河流流域，它也被記錄在鹹水中，但仍不清楚它是否能長時間忍受，屬草食性魚類，以水生和陸地植物以及藻類為食，生活習性不明，可作為觀賞魚。

## 擴展閱讀
維基物種上的相關：皮爾斯氏麗體魚
1. ↑  Lyons, T.J. . The IUCN Red List of Threatened Species. 2019, 2019: e.T192885A2179640  [21 June 2024]. doi:10.2305/IUCN.UK.2019-2.RLTS.T192885A2179640.en .